# Höhenbergsteigen
Unter Höhenbergsteigen wird das Bergsteigen in höheren Lagen eines Gebirges verstanden. Es erfordert die Anpassung der Organsysteme an die entsprechende Höhe, um das verringerte Sauerstoffangebot kompensieren zu können. Nur so kann bei der vermehrten körperlichen Belastung (passiv) und Anstrengung (aktiv), insbesondere ab etwa 7000 m, die Gefahr von Ödemen (Lungenödem und Hirnödem) weitestgehend vermieden werden.

## Höhenanpassung
Je größer die Zielhöhe, desto länger ist die Anpassungszeit (Akklimatisation) an die Höhe. Die Anpassungszeit ist individuell verschieden und nicht direkt an anderweitige körperliche Fitness gekoppelt: Es gibt unsportliche Personen, die über die natürliche Fähigkeit verfügen, die Konzentration an Erythrozyten (rote Blutkörperchen, die Träger des Sauerstoffs) auf das doppelte Maß anzupassen; sie können sich daher länger in großen Höhen aufhalten. Bei anderen Personen steigt die Konzentration auch bei längerer Anpassung nicht so stark – auch wenn sie sehr sportlich und austrainiert sind.
Diese Anpassungsleistung lässt sich in gewissen Grenzen sportmedizinisch vorab ermitteln, jedoch zeigt sich die „Wahrheit“ erst vor Ort, beim Bewältigen von Anstrengungen bei verringertem Sauerstoff-Partialdruck in großer Höhe. Besonders wichtig wird dieses Thema bei Expeditionsreisen, bei denen bergsteigerisch begrenzt erfahrenen Kunden die Übernahme der Organisation und Logistik sowie das geführte Besteigen höchster Berge angeboten wird. Ein Extrembeispiel hierfür sind die geführten Touren auf den Mount Everest. Zu den besonderen Ausrüstungsgegenständen gehört dabei eine Sauerstoffmaske mit Ventilen und Reglern sowie eine entsprechende Anzahl von Sauerstoff-Flaschen, die zumeist von Trägern in gestaffelte Höhenlager gebracht werden. Das Besteigen des Mount Everest ohne zusätzlichen Sauerstoff gelang zwar mittlerweile ca. 100 Menschen, jedoch ist die physische Befähigung hierfür sehr selten. In aller Regel wird von touristischen Bergsteigern oberhalb von 7500 Metern Flaschensauerstoff verwendet, zwischen 1,5 und 2,5 Liter pro Minute. Dies entspricht einem Bedarf von zwei Flaschen Sauerstoff  in 24 Stunden. Im Bereich des Spitzenbergsteigens wird die Nutzung zusätzlichen Sauerstoffs inzwischen abgelehnt, weil sich eine trainingsbasierte Besteigung der Achttausender als machbar erwiesen hat und die Sauerstoffnutzung physiologisch nur der bei Besteigung eines Siebentausenders entspricht. Sauerstoffhilfe (eine Art Doping) wird aus sportlichen Aspekten eines fairen Leistungsvergleichs nur noch bei medizinischen Notfällen akzeptiert.
Zur Planung einer Expedition in großen Höhen gehört ein genau ausgearbeiteter Plan für die Akklimatisierung. Hierzu gehört das Aufhalten in größerer Höhe zunächst ohne körperliche Anstrengungen. Eine Höhenanpassung ist ab etwa 3000 Metern Höhe notwendig, wenn man sich dauerhaft in dieser Höhe aufhalten will. Dabei gilt die Faustregel, nur etwa 300 Meter am Tag aufzusteigen. Der zweite Akklimatisationsschritt erfolgt in den Basislagern, die im Himalaya etwa in einer Höhe zwischen 4200 und 5500 Metern liegen und so einen Aufenthalt über mehrere Wochen ermöglichen. Ausgehend vom Basislager werden einzelne Touren zum Erreichen größerer Höhen unternommen, die der Akklimatisierung und, bei geführten Touren, zugleich der Bewertung der Teilnehmer durch ihre Bergführer dienen, inwieweit sie den Anforderungen noch größerer Höhen vermutlich gewachsen sein werden. Die benötigte Zeit der Akklimatisierung für eine Achttausender-Besteigung beträgt oftmals mehr als acht Wochen.

## Todeszone
Der Begriff Todeszone wurde von dem Expeditionsarzt der Schweizer Himalaya-Expedition 1952, Edouard Wyss-Dunant, geprägt. Er bezeichnet den Aufenthalt in besonders großen Höhen, die untere Grenze wird zwischen 7000 und 8000 Metern angesetzt. Das ist die ungefähre Grenze, oberhalb der ein optimal akklimatisierter Mensch sich auch ohne weitere körperliche Anstrengungen nicht mehr regenerieren kann. Ab 7000 m Höhe wird in den Lungenbläschen der kritische Sauerstoffpartialdruck von 30 bis 35 mm Hg (40 bis 47 hPa) unterschritten. Unterhalb dieses Wertes sinkt die Sauerstoffsättigung des Hämoglobins im arteriellen Blut unter einen tolerablen Wert. Der Körper baut unweigerlich so ab, dass ein dauerhafter Aufenthalt unmöglich ist, da man an der Höhenkrankheit sterben würde. Ein dauerhafter Aufenthalt über 5500 Metern kann laut dem Universitätsklinikum Gießen nicht überlebt werden. Häufig wird als Todeszone auch erst die Region oberhalb von 8000 Metern bezeichnet, in der bei mehr als 48 Stunden Aufenthalt ein Überleben extrem unwahrscheinlich ist. Dass ein italienischer Bergsteiger im Jahre 2012 am Mount Everest vier Nächte auf einer Höhe von über 8000 Metern überlebte, gilt daher als sehr große Ausnahme. Wyss-Dunant selbst gab zwei ungefähre Grenzen an: Ab etwa 23.000 Fuß (rund 7.010 m) sei keine Akklimatisierung mehr möglich, ab etwa 25.500 Fuß (etwa 7.772 m) gehe es nur noch ums Überleben, diesen Bereich bezeichnete er als lethal zone oder mortal zone.

## Weitere Risiken und Gefahren
Aufgrund der Witterungsbedingungen in extremen Höhen (Kälte, hohe Windgeschwindigkeiten, Böen, Höhenstürme, Wetterstürze) gibt es immer wieder Kritik an den Erfolgsversprechungen der Agenturen, die oft mit einer Garantie für das Erreichen des Gipfels werben.
Die tiefen Temperaturen und das sich nur wenige Tage im Jahr öffnende „Fenster“ halbwegs stabiler Wetterverhältnisse, der kräftezehrende tagelange Aufstieg und die Notwendigkeit, zumindest persönliche Gegenstände selbst mitzuführen, der ständige Wechsel von Felsgehen und Eisgehen sowie die daraus erwachsende Möglichkeit folgenreicher Fehltritte bergen in der Summe ein erhebliches Gefahrenpotenzial. Diese Faktoren haben zur Folge, dass der Versuch, einen Achttausender zu besteigen, mit äußerst hoher Lebensgefahr verbunden ist. Die Strapazen werden unter anderem auch an dem extremen Gewichtsverlust erkennbar: Ersteiger eines Achttausenders haben bei einer mehrwöchigen Expedition mindestens 15 kg, oft aber auch 30 kg abgenommen.
Im oberen Bereich von Bergen wie dem Mount Everest besteht weiterhin wegen nicht vorhersehbarer Ereignisse (wie sich rapide ändernder Witterungsverhältnisse) ein zusätzliches Risiko, in Lebensgefahr zu geraten. Dort sterben immer wieder Menschen, die in der überwiegenden Mehrzahl nicht leichtfertig handelten, sondern gut vorbereitet und trainiert waren, aber im Zusammenspiel mehrerer Vorfälle verunglückten, beispielsweise durch einen plötzlich auftretenden Wettersturz oder ein zufälliges Ausrüstungsversagen. Auch die Psyche wird hoch belastet, denn der Aufstieg in die Todeszone kann zu einer Begegnung mit den nicht geborgenen Leichen früherer Bergsteiger führen. Durch den Sauerstoffmangel und Dehydration ist das klare Denken stark beeinträchtigt bzw. verlangsamt. Wegen der Kälte ist die Höhenluft sehr trocken. Daher verliert der Körper bereits über die Atmung so viel Wasser, dass etwa sieben Liter tägliche Wasseraufnahme notwendig sind. Oft bewirken Erschöpfung und nachlassende Aufmerksamkeit, dass ein bedrohlich werdender Wassermangel nicht wahrgenommen wird. Darüber hinaus kann die drängende Motivation, um jeden Preis den prominenten Gipfel erreichen zu wollen, bewirken, dass eigentlich noch für den Abstieg benötigte Kräfte restlos investiert oder alarmierende körperliche Signale ignoriert werden. Viele Bergsteiger stürzten nicht bei schwierigen Kletterpassagen in den Tod oder wurden von Lawinen mitgerissen, sondern starben beim Abstieg an Erschöpfung. Die mangelnde Entscheidungskompetenz aufgrund des akuten Sauerstoffmangels kann hier eine fatale Rolle spielen. 
Durch die fehlende Versorgung mit ausreichend Sauerstoff, Wasser und Nahrung wird der Stoffwechsel des menschlichen Körpers auf ein Minimum zurückgefahren. Die Versorgung der Extremitäten wird bereits vorher reduziert. Daher steigt die Gefahr von Erfrierungen an Zehen und Fingern. Aufgrund des reduzierten Stoffwechsels profitiert der Körper auch in verringertem Maße von dessen Abwärme, was ein Aufrechterhalten der lebensnotwendigen Körpertemperatur erschwert.

## Herausforderungen
Es gibt im Höhenbergsteigen unterschiedliche Herausforderungen. Weit verbreitet ist das Besteigen einer bestimmten Gipfelkollektion, an erster Stelle steht dabei die Besteigung aller 14 Achttausender der Welt. Reinhold Messner war 1986 der erste Mensch, der das schaffte; mittlerweile haben dieses Ziel noch weitere 29 Menschen erreicht. Etwas weniger schwierig und gefährlich ist die Besteigung der Seven Summits, der jeweils höchsten Berge jedes Kontinents. Dieses Ziel haben bis heute mehrere hundert Menschen erreicht. Um einiges anspruchsvoller als die Seven Summits ist das Ziel, die jeweils zweithöchsten Berge aller Erdteile (Seven Second Summits) zu erklettern, da sie technisch zu weiten Teilen schwieriger und gefährlicher sind als die höchsten Berge.
Als höherwertig gelten außerdem Besteigungen der 14 Achttausender, der Seven Summits und der Seven Second Summits, die in einem möglichst sportlichen Besteigungsstil (z. B. Alpinstil), auf schwierigen oder neuen Routen und im Fall der Achttausender ohne zusätzlichen Sauerstoff absolviert werden. Die meisten Bergsteiger, die eine dieser Gipfellisten vollständig abarbeiten, begehen dabei die Normalrouten, nutzten die Vorteile des Expeditionsstils und an den Achttausendern Flaschensauerstoff. Erstbesteigungen spielen im modernen Höhenbergsteigen keine wesentliche Rolle mehr, da die wenigen noch unbestiegenen Berge zumeist aus religiösen oder militärischen Gründen nicht bestiegen werden dürfen (z. B. Gangkhar Puensum). Erstbegehungen neuer Routen an den Achttausendern und an schwierigen Wänden von Sieben- und Sechstausendern sind dagegen auch heute noch in sehr großer Zahl möglich und stellen höchste Ansprüche an die beteiligten Alpinisten, vor allem, wenn sie in einem möglichst leichten und sportlichen Stil erreicht werden. Besteigungen im Winter gelten als extreme Herausforderung, ebenso wie die Begehung schwieriger Routen (oder Neurouten) im Alleingang.
Weitere wichtige Herausforderungen im Höhenbergsteigen sind Speedbesteigungen (sogenanntes Skyrunning), vollständige Skiabfahrten, Überschreitungen und Enchaînements, ausgeführt an Achttausendern. Auch dabei ist für die korrekte Bewertung der einzelnen Leistungen die Betrachtung der Route, des Begehungsstils und die Dokumentation der eingesetzten Hilfsmittel entscheidend (Flaschensauerstoff, Fremdhilfe, Fixseile usw.). Beispielsweise wird die Überschreitung eines Achttausenders im Alpinstil zumeist deutlich höher bewertet als eine Speedbesteigung auf der präparierten Normalroute. Heute gibt es eine Vielzahl an Rekorden im Höhenbergsteigen, deren Bedeutung für den Alpinismus meist gering ist. Sie zielen vor allem auf die Vermarktung der jeweiligen Protagonisten.